# Nesapterus isolitus
Nesapterus isolitus är en skalbaggsart som beskrevs av Sharp 1908. Nesapterus isolitus ingår i släktet Nesapterus och familjen glansbaggar. Inga underarter finns listade i Catalogue of Life.